# Dubove, Kuibîșeve
Dubove (în ucraineană Дубове) este un sat în așezarea urbană Kuibîșeve din raionul Kuibîșeve, regiunea Zaporijjea, Ucraina.

## Demografie
Componența lingvistică a localității Dubove
     Ucraineană (85,61%)
     Rusă (13,67%)
Conform recensământului din 2001, majoritatea populației localității Dubove era vorbitoare de ucraineană (85,61%), existând în minoritate și vorbitori de rusă (13,67%).